# San Salvatore de Pede Pontis
San Salvatore de Pede Pontis, även benämnd San Salvatore a Ponte Rotto och San Salvatore al Ponte Santa Maria, var en kyrkobyggnad i Rom, helgad åt Frälsaren. Kyrkan var belägen i Rione Trastevere, vid Ponte Senatorio, som år 1890 ersattes med dagens Ponte Palatino. Tillnamnet ”de Pede Pontis” är latin och betyder ’vid brons fot’, det vill säga brofästet. Under medeltiden vördades i kyrkan de heliga Protus, Hyacinthus och Alexanders reliker.

## Kyrkans historia
I en bulla promulgerad av påve Gregorius VII (1073–1085) framgår det att kyrkan tillhörde benediktinermunkar från San Paolo fuori le Mura. Kyrkan återfinns även i Catalogo di Cencio Camerario, en förteckning över Roms kyrkor sammanställd av Cencio Savelli år 1192 och bär där namnet s. Salvatori Pede pontis. Inför det heliga året 1475 lät påve Sixtus IV restaurera kyrkan och bland annat flyttades högaltaret från en mera central position till mittskeppets fondvägg. Detta föranlädde borttagandet av ciboriet. Under 1500-talet hyste kyrkan en undergörande Maria-bild, vilken senare flyttades till San Cosimato.
Vid kyrkan förekom livlig trafik över bron Ponte Senatorio över Tibern. Bron rasade emellertid delvis vid en översvämning 1557 och en reparation företogs 1575. Denna var dock undermåligt utförd och 1598 rasade bron på nytt. Man beslutade att lämna bron som den var och den kom att kallas Ponte Rotto; kyrkan fick följaktligen namnet San Salvatore a Ponte Rotto. I mitten av 1600-talet var kyrkan mer eller mindre förfallen och vattenskadad, och det beslutades om en restaurering, som fullbordades 1660. Denna var inte tillfredsställande, men inte förrän 1698 då Congregazione del Santissimo Sacramento övertog ansvaret för kyrkan kunde en mera genomgripande ombyggnad komma till stånd. Arkitekten Ludovico Gregorini ritade bland annat en ny fasad i barockstil.
Under 1800-talets förra hälft överläts kyrkan åt Confraternita dei Calzolai, skomakarnas skrå, som lät genomföra ytterligare en restaurering och helgade kyrkan åt sina skyddspatroner Crispinus och Crispinianus. Vid denna restaurering gick de medeltida fresker i högkoret förlorade och ersattes med nya av Mariano Ingrassia från Palermo. Vid fransmännens belägring av Rom 1849 skadades kyrkan och den reparerades tre år senare av skomakarskrået.

## Kyrkans exteriör
Fasaden som avspeglade kyrkans basilikala grundplan hade fyra kolossala doriska pilastrar som bar upp ett entablement och ett triangulärt pediment. Sidoskeppen hade platta tak, på vilka det stod kampaniler.

## Rivning
Kyrkan San Salvatore de Pede Pontis revs 1884 vid anläggandet av tiberkajerna (Lungotevere Ripa).

## Bilder

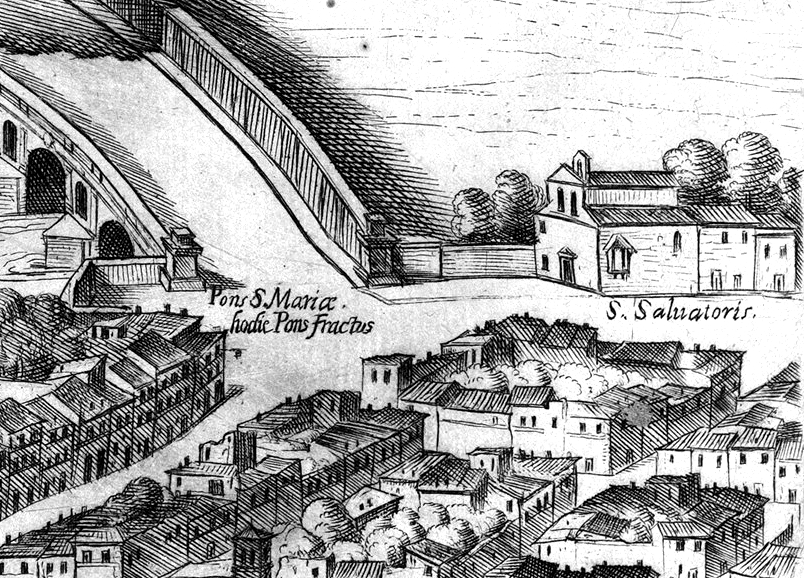
San Salvatore de Pede Pontis på Antonio Tempestas Rom-karta från 1593.
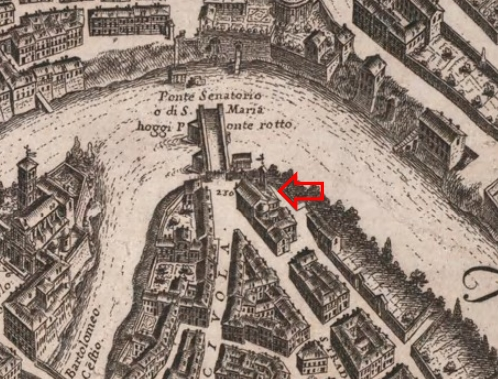
San Salvatore de Pede Pontis på Giovanni Battista Faldas Rom-karta från 1676.